# Arrondissement Haguenau
Arrondissement Haguenau byl francouzský arrondissement ležící v departementu Bas-Rhin v regionu Alsasko. Členil se dále na 3 kantony a 56 obcí.

## Kantony
- Bischwiller
- Haguenau
- Niederbronn-les-Bains